# Fynes Moryson
Fynes Moryson (Cadeby, 1566 – 12 febbraio 1630) è stato un esploratore e scrittore inglese, autore di un Itinerario che fornisce preziose informazioni sui costumi dell'Europa di fine XVI secolo.

## Biografia
Fynes Moryson era figlio di un nobiluomo del Lincolnshire, Thomas Moryson, membro del parlamento di Grimsby.
Fu educato presso il college di Peterhouse (Cambridge). Tra il 1591 e il 1595, mosso dal desiderio di conoscere nuove genti e culture, Fynes viaggiò in Europa e, nel biennio successivo (1596-1597) nel Medio Oriente (Gerusalemme, Tripoli, Antiochia, Aleppo, Istanbul e Creta).
Rientrato in patria, Moryson divenne segretario personale di Lord Mountjoy (1600), comandante in capo delle forze britanniche in Irlanda. Nello stesso periodo, anche un fratello di Fynes si trovava in Irlanda con alti incarichi per conto della corona. Al fianco di Lord Mountjoy, Moryson assistette da una posizione privilegiata ai fatti della Ribellione di Tyrone (1594-1603), cui poi dedicò parte importante della sua produzione letteraria.
Rientrato in Inghilterra con Lord Mountjoy nel 1603, Fynes restò al suo servizio fino al 1606, anno in cui Lord Mountjoy morì.
Tornato in patria, Fynes trasformò i suoi appunti di viaggio in un'opera antropologico-geografica di notevole interesse, titolandolo An Itinerary, scritto durante gli anni di viaggio. L'opera, pubblicata a partire dal 1617 dall'editore John Beale di Londra, fu redatta per una edizione in cinque volumi. Di questi solo tre furono inizialmente pubblicati; il secondo volume, dedicato ai fatti d'Irlanda del quadriennio 1599-1603, fu intitolato The rebellion of Hugh Earle of Tyrone, and the appeasing thereof. Nel 1903, Charles Hughes adattò il testo manoscritto del quarto volume di Moryson e lo pubblicò con il titolo Shakespeare's Europe.
Nel 1907, l'opera completa di Moryson in quattro volumi fu edita nuovamente a Glasgow con il titolo An Itinerary, Containing his Ten Yeeres Travell through the Twelve Dominions of Germany, Switzerland, Netherland, Denmarke, Poland, Italy, Turkey, France, England, Scotland, and Ireland, written by Fynes Moryson, Gent..
Fynes Moryson, che parlava correttamente, oltre all'inglese, il latino, il tedesco, l'italiano e il francese, ebbe la sua permanenza in Italia dal 1593 al 1595. Nel marzo del 1594 passò dall'Umbria provenendo da Loreto usufruendo anche per questa parte del viaggio, nel suo monumentale itinerario, di quanto aveva letto nella Descrizione d'Italia (1550) di Leandro Alberti. In un capitolo Moryson parla delle donne italiane: «A Perugia, secondo lui, le donne hanno le mani delicate e si dilettano nell'arte della pesca. Gli uomini perugini le amano con i denti bianchi e gli occhi grigi, ed, essendo essi di carattere violento, le corteggiano con le minacce»
Morì il 12 febbraio 1630.

## Concordanza
|          | Book      | Fynes Moryson – Itinerary (A) | Anni      | ed. 1617 | ed. 1907/08 |               |
| -------- | --------- | ----------------------------- | --------- | -------- | ----------- | ------------- |
| Part I   | 1; 2; 3.1 | Journeys                      | 1591–98   | I, 1     | I, 1        |               |
|          | 3.2–3.5   |                               |           | I, 217   | II, 1       |               |
|          | 3.6       | Money exchange                | 1605–17   | I, 275   | II, 122     |               |
| Part II  | 1; 2.1    | The Rebellion in Ireland      | 1599–1602 | II, 1    | II, 165     |               |
|          | 2.2       |                               |           | II, 141  | III,1       |               |
| Part III | 1         | The Discourse of Travelling   | 1605–17   | III, 2   | III, 349    |               |
|          | 2.1       | Means to Travel               |           | III, 54  | III, 464    |               |
|          | 2.2       | On Buildings                  |           | III, 63  | III, 483    |               |
|          | 2.3–4     | Geography                     |           | III, 75  | IV, 1       |               |
|          | 4.1; 4.2  | Apparel                       |           | III, 165 | IV, 204     |               |
|          | 4.3       | Commonwealth                  |           | III, 181 | IV, 238     |               |
|          |           | Fynes Moryson – Itinerary (B) | 1617–26   | Manuscr. | ed. 1903    | ed. 1995      |
| Part IV  | 1; 2.1    | (continued)                   |           | fol.1    | 1           | II, 1–615     |
|          | 2.2       |                               |           | fol.231  | 174         | II, 616–796   |
|          | 3         | Religion                      |           | fol.300  | 261         | III, 796–1199 |
|          | 4         | Nature and Manners            |           | fol.460  | 290         | IV, 1200–1741 |

## Opere
- Fynes Moryson, An Itinerary written by Fynes Moryson Gent. containing his ten yeers travell through the twelve dominions of Germany, Bohmerland, Sweitzerland, France, England, Scotland, and Ireland, Londra, J. Beale, 1617.
- Fynes Moryson, The rebellion of Hugh Earle of Tyrone, and the appeasing thereof; written in the form of a journall.
- Fynes Moryson, Shakespeare's Europe: Unpublished Chapters of Fynes Moryson's Itinerary. Being a survey of the condition of Europe at the end of the 16th century, a cura di Charles Hughes, 1903.
- An Itinerary, Containing his Ten Yeeres Travell through the Twelve Dominions of Germany, Switzerland, Netherland, Denmarke, Poland, Italy, Turkey, France, England, Scotland, and Ireland, written by Fynes Moryson, Gent., Glasgow, 1907.